# Tótem loba
Tótem loba es un cortometraje escrito y dirigido por Verónica Echegui estrenado en 2021 que revisa las tradiciones populares y la normalización de la violencia contra las mujeres.

## Sinopsis
Estíbaliz (Isa Montalbán) acepta la invitación de una amiga del instituto, Raquel, para ir a las fiestas de su pueblo. Lo que parecía un fin de semana divertido se revela como una pesadilla. Estíbaliz descubre que en el pueblo existe la tradición de que los hombres se disfrazan de lobos y salen a cazar a las mujeres durante la noche y a nadie parece importarle ni alarmarle esta terrorífica y abominable costumbre.

## Otros datos
En 2019 Verónica Echegui ganó el concurso Proyecto corto de Movistar + en el FICX que se materializó en este corto, su ópera prima como directora. El cortometraje está basado en una historia personal que ella misma vivió cuando tenía 17 años.
Ha sido rodado en Cuenca. Revisa las fábulas y fiestas populares en clave feminista,  analiza la raíz y revisa la normalización de la violencia contra las mujeres a través, en este caso de las consecuencias de tradiciones arraigadas en una cultura popular que acepta que una manada de hombres persiga a un grupo de mujeres.
Ha sido presentado en varios festivales. Compitió en el Festival de Málaga de 2021 y es uno de los cortos de la sesión de Pantalla para un debate sobre derechos de las mujeres del Festival Internacional de Cine de Gijón.

## Premios y reconocimientos
- 1 Goya a Mejor cortometraje de ficción en la 36 edición de los Premios Goya 2022.[2]
- Premio Onofre a la Mejor Dirección, el Premio AISGE a la Mejor Interpretación Femenina por el trabajo de la actriz Isa Montalbán, el Premio Onofre del Público de Badajoz y el Premio ‘Luis Alcoriza’ del Jurado Joven del 27 Festival Ibérico de Badajoz.[7]
- Premio IRJ en la  23 edición de 'Octubre Corto' otorgado por el jurado joven.[8]